# یواس‌اس درام (اس‌اس‌ان-۶۷۷)
یواس‌اس درام (اس‌اس‌ان-۶۷۷) (به انگلیسی: USS Drum (SSN-677)) یک زیردریایی است که طول آن ۲۹۲ فوت ۳ اینچ (۸۹٫۰۸ متر) می‌باشد. این زیردریایی در سال ۱۹۷۰ ساخته شد.